# Robert Lamartine
Robert Lamartine (Decize, 15 giugno 1935 – Decize, 16 gennaio 1990) è stato un calciatore francese, di ruolo centrocampista.

## Carriera
Con lo Stade Reims vinse il campionato francese e la Coppa di Francia nel 1958.

## Palmarès

### Club

#### Competizioni nazionali
- Campionato francese: 1

Reims: 1957-1958
- Coppa di Francia: 1

Reims: 1957-1958
- Supercoppa francese: 2

Reims: 1955, 1958